# Doomsday (film)
Doomsday is een Britse dystopische sciencefictionfilm uit 2008 onder regie van Neil Marshall, die zelf het verhaal schreef. De productie ging op 14 maart in wereldpremière, op 30 maart in België tijdens het Brussels International Festival of Fantastic Film en op 24 april in Nederland.

## Verhaal
Het is 2008 wanneer in Schotland het dodelijke en zwaar besmettelijke Reaper-virus de kop opsteekt. Het blijkt zo goed als onmogelijk de verspreiding hiervan in te dammen, waardoor er wordt gekozen voor een ultieme maatregel. Schotland wordt totaal geïsoleerd van de rest van de wereld. Er mag niet meer in of uitgevlogen worden en het wordt van Engeland gescheiden middels een tien meter hoge metalen muur. Mensen die toch proberen Schotland te verlaten, worden geliquideerd. De enige persoon die ontkomt aan de isolatie is de gewonde kleuter Eden Sinclair (Christine Tomlinson), die door haar moeder wordt overhandigd aan piloten van de veiligheidsdienst en met een helikopter het land mee wordt uitgenomen. Dit nadat een wilde kogelregen haar een oog kostte.
Het is 2035 wanneer Sinclair is opgegroeid tot een volwassen vrouw (Rhona Mitra). Ze is het leger ingegaan en daar opgeklommen tot majoor. Haar ontbrekende oog is vervangen door een elektronisch observatie-apparaat dat tevens werkt als analyserende computer. Schotland is de afgelopen 27 jaar aan haar lot overgelaten, zodat daar na verloop van tijd iedereen is gestorven aan het virus. Er werd ervan uitgegaan dat door deze gang van zaken het virus ook zou verdwijnen, bij een totaal gebrek aan lichamen om in te huizen uiteindelijk. Engeland wordt niettemin onaangenaam verrast als vervolgens lokaal een geval van besmetting met het Reaper-virus bekend wordt, dat toch nog blijkt te bestaan.
Het hoofd van de veiligheidsdienst Bill Nelson (Bob Hoskins) wil direct maatregelen gaan treffen om ook Engeland te gaan isoleren, maar wordt door minister-president John Hatcher (Alexander Siddig) en diens rechterhand Michael Canaris (David O'Hara) meegenomen naar een privé-vertrek. Daar delen ze hem het geheim mee, dat er videobeelden zijn gemaakt van Schotland waaruit de afgelopen drie jaar blijkt dat daar toch een groep overlevenden aanwezig is. Er moet daar daarom een antivirus gevonden zijn tegen het Reaper-virus daar. Zijn eerste woede te boven, stemt Nelson ermee in om een groep agenten Schotland in te laten gaan om op zoek te gaan naar het anti-virus. De leider hiervan kan maar één persoon zijn in zijn ogen, Sinclair.
Binnen de grenzen van het vroegere Schotland blijken zich twee groepen gevormd te hebben. De één staat onder leiding van voormalig dokter Marcus Kane (Malcolm McDowell). Hij weet dat de rest van de wereld het land destijds heeft laten barsten, maar laat zijn mensen in de waan verkeren dat de Aarde buiten de muren totaal leeg en verwoest is. Hij vindt niet dat zijn mensen het idee hoeven te krijgen dat er buiten de muren een betere samenleving bestaat, omdat die hen heeft laten creperen en daarom naar zijn mening allesbehalve beter is. Het andere kamp heeft zich afgesplitst van Kane en wordt aangevoerd door wildeman Sol (Craig Conway) en zijn rechterhand Viper (Lee-Anne Liebenberg). Zij komen er via Sinclair voor het eerst achter dat er wel degelijk nog mensen bestaan buiten Schotland.
Beide groepen hebben gemeen dat ze geen buitenstaanders tolereren en beestachtig afmaken. Kane doet dit om te voorkomen dat zijn geheim uitkomt, Sol en de zijnen om het vlees van de lijken op te kunnen eten.

## Rolverdeling
- Emma Cleasby - Katherine Sinclair
- Vernon Willemse - David/Gimp
- Nathan Wheatley - Patiënt X
- Tom Fairfoot - John Michaelson
- Cokey Falkow - Captain Hendrix
- John Carson - George Dutton
- Nathalie Boltt - Jane Harris
- Adrian Lester - Sergeant Norton
- Rick Warden - Chandler
- Chris Robson - Stevie Miller
- Sean Pertwee - Dr. Talbot
- Darren Morfitt - Dr. Ben Stirling
- MyAnna Buring - Cally
- Porteus Xandau Steenkamp - DJ
- Martin Compston - Joshua
- Henie Bosman - Telamon